# Kanton Montcenis
Montcenis is een voormalig kanton van het Franse departement Saône-et-Loire. Het kanton maakte deel uit van het arrondissement Autun. Het werd opgeheven bij decreet van 18 februari 2014, met uitwerking op 22 maart 2015.

## Gemeenten
Het kanton Montcenis omvatte de volgende gemeenten:
- Les Bizots
- Blanzy
- Charmoy
- Marmagne
- Montcenis (hoofdplaats)
- Saint-Berain-sous-Sanvignes
- Saint-Symphorien-de-Marmagne
- Torcy